# Andrew R. Mackereth
Andrew Robertson Mackereth (Gateshead, 1965) is een Brits componist, muziekpedagoog, dirigent en trombonist.

## Levensloop
Mackereth kreeg eerst muziekles in Kingston upon Hull. In 1982 begon hij zijn muziekstudies aan het Newcastle College of Arts and Technology. Later studeerde hij trombone, slagwerk, compositie en HaFaBra-directie  aan het Birmingham Conservatoire in Birmingham en behaalde aldaar zijn Bachelor of Arts. Vervolgens was hij muziekleraar in verschillende scholen van het voortgezet onderwijs. Verder was hij dirigent van diverse blaasorkesten en muziekdocent tijdens cursussen. In deze hoedanigheid had hij optredens zowel in het Verenigd Koninkrijk als in de Verenigde Staten, Duitsland en Argentinië.
Van september 2007 tot en met 2014 was hij hoofdleraar van de zogenaamde Heart of England School in Balsall Common. Verder is hij dirigent van de Nuneaton Citadel Brassband van het Leger des Heils. In 2008 werd hij door de bekende New York Staff Band van het Leger des Heils uitgenodigd om aan het concert Profile 30 deel te nemen. Hij is dirigent van het Salvation Army Symphonic Wind Ensemble (SASWE).
Als componist schrijft hij vooral werken voor blaasorkesten en kamermuziek.

## Composities

### Werken voor harmonie- of fanfareorkest of brassband
- A Great and Mighty Wonder, voor brassband
- Amazing Race, voor brassband[1]
- Angel of the North, voor brassband
  1. Symbol of Strength
  2. Symbol of Hope
  3. Symbol of Joy
- Away in a Manger, voor brassband
- Bonny at Morn, voor tenorhoorn en brassband
- Celebrate, voor brassband
- Cheer Up, voor brassband
- Dance like David, voor brassband[2]
- Diversions on Duke Street - Clydebank Variations, voor brassband
- Deep and Wide, voor brassband
- Deus Invictus, voor brassband[3]
- Easter Morning!, voor brassband
- Eine feste Burg, voor brassband[4]
- Ever Faithful, voor brassband
- Exaltation, voor brassband[5]
- Fall Afresh, voor brassband
- Fanfare for Christmas, voor harmonie- of fanfareorkest[6]
- Festoso, voor harmonieorkest - won de Bernard Brown Memorial Composition Prize in 1987
- Forward, voor brassband
- Genesis: 911, voor brassband
- God is Good to Me, voor brassband
- God Rest Ye Merry Gentlemen, voor brassband
- Great is Thy Faithfulness, voor bugel solo en brassband
- He is Lord, voor brassband
- High Flyers, voor brassband
- How Deep the Father's Love, voor bugel solo en brassband
- Hymnus, voor harmonie- of fanfareorkest[7]
- I'll be a Light, voor brassband
- In all your Ways Acknowledge Him, voor brassband
- In the Army, voor brassband
- In the Lord's Army, voor brassband
- Keep me Praising, voor harmonieorkest
- Kum ba Yah, voor een solo instrument in bes of es en brassband
- Magnificat, voor brassband
- Millennium Flourishes, voor brassband
- New Horizons, voor brassband
- Pilgrimage of Youth, voor brassband
- Richmond Waters, voor harmonieorkest
- Running Over, voor brassband
- Saints on the Slide, voor trombone en brassband
- Shadow of a Lark, voor brassband
- Standard Bearers, voor brassband
- Swing Low, voor bastrombone (of tuba) en brassband
- Swingin' in the Sheaves, voor brassband
- Trailblazers!, voor brassband
- Trombone Rhapsody - Song of Joy, voor trombone en brassband
- The Endeavour Series, voor brassband
- The Everlasting Light, voor harmonieorkest
- Though Your Sins Be As Scarlet, voor hoorn en brassband
- Time to Shine, voor brassband
- Walking in the Light, voor brassband
- Witnesses, voor brassband
- Zamunda, voor brassband

### Kamermuziek
- Joy Because of You, voor 8 trombones